# Nikolaj Swinarow
Nikolaj Awramow Swinarow (bulgarisch Николай Аврамов Свинаров; * 6. Mai 1958 in Schumen) ist ein bulgarischer Politiker (NDSW, BND) und Jurist. Von 2001 bis 2005 war er Verteidigungsminister von Bulgarien.

## Leben
Swinarow ist der Sohn eines Arztes und einer Zahnärztin. Er studierte bis zum Abschluss 1982 Rechtswissenschaften an der Universität Sofia und arbeitete danach als Rechtsanwalt in Targowischte (ab 1984) und Sofia (ab 1985). Er ist verheiratet und hat zwei Töchter.
Bei den Parlamentswahlen 2001 trat Swinarow für die Nationale Bewegung für Stabilität und Fortschritt (NDSW) im Wahlkreis 25-Sofia an und gelangte mit 42,74 % der Stimmen in die 39. Nationalversammlung. Vom 24. Juli 2001 bis 2005 war er als Nachfolger von Bojko Noew Verteidigungsminister von Bulgarien in der Regierung Sakskoburggotski. Sein Nachfolger im Amt wurde Wesselin Blisnakow. 
2005 zog Swinarow erneut für die NDSW in die 40. Nationalversammlung ein. Dort war er Mitglied des Verteidigungsausschusses und Vorsitzender des Ausschusses für innere Sicherheit und öffentliche Ordnung. Ab dem 29. November 2007 war er unabhängiger Abgeordneter und ab dem 5. Dezember 2007 Vorsitzender der Parlamentsfraktion Bulgarische Neue Demokratie. Im Mai 2008 wurde Swinarow zum ersten Vorsitzenden der neu gegründeten Partei Bulgarische Neue Demokratie (BND) gewählt. Auf dem 2. Parteitag 2011 übernahm Wassimir Radulow den Vorsitz, Swinarow verblieb als Mitglied des Zentralkomitees der BND.